# Territorio della Capitale Australiana
Il Territorio della Capitale Australiana (in inglese Australian Capital Territory) è un territorio federale dell'Australia, diretta dipendenza del governo federale, che contiene la capitale Canberra. È costituito da un'enclave di circa 2370 km² nello stato federato del Nuovo Galles del Sud.

## Storia
La necessità di creare un territorio nazionale fu manifestata dai delegati dei coloni durante i congressi della Federazione dell'Australia nel tardo XIX secolo. La Sezione 125 della costituzione australiana esplicita come dopo la Federazione del 1901, parte del territorio australiano sarebbe stato ceduto gratuitamente al governo federale. Il territorio fu quindi destinato allo Stato da parte del Nuovo Galles del Sud nel 1911, due anni prima che Canberra fosse nominata capitale nazionale.

## Governo
L'ACT ha un proprio governo senza avere l'indipendenza legislativa degli stati australiani. È governato da un ministero (Ministry) gestito da un Ministro-capo (Chief Minister). Le leggi sono votate da un'assemblea legislativa di 25 membri che combina le competenze locali e le competenze di Stato. Tuttavia, le decisioni possono essere annullate dal governo australiano.
Contrariamente agli altri territori australiani auto-governati (per esempio le Isole Norfolk, l'Isola del Natale e le Isole Cocos e Keeling), il Territorio della Capitale Australiana non ha amministratori. Il ruolo è tenuto dal governatore centrale australiano.
Nel Parlamento federale australiano, il Territorio della Capitale Australiana è rappresentato da 4 membri: due senatori e due membri della Camera dei rappresentanti.
Nel 1972-1983 è stato amministrato dal Department of the Capital Territory, un ministero appositamente istituito per gestire il Territorio della Capitale, il Territorio della Baia di Jervis, l'Isola Norfolk e le Isole del Mar dei Coralli.